# 驗票閘門
驗票閘門，又稱為閘機，是一种设置在车站、机场或其他设施内的自动验票机械设备。闸门通常一次仅限一人通过，且为单向通行。除了大众运输设施之外，某些须付费或需要证件才可进入的设施，例如办公大楼、游乐园、体育馆、图书馆、公共厕所（付費廁所）等，为管制人员进出也会设置闸机。

## 歷史與應用

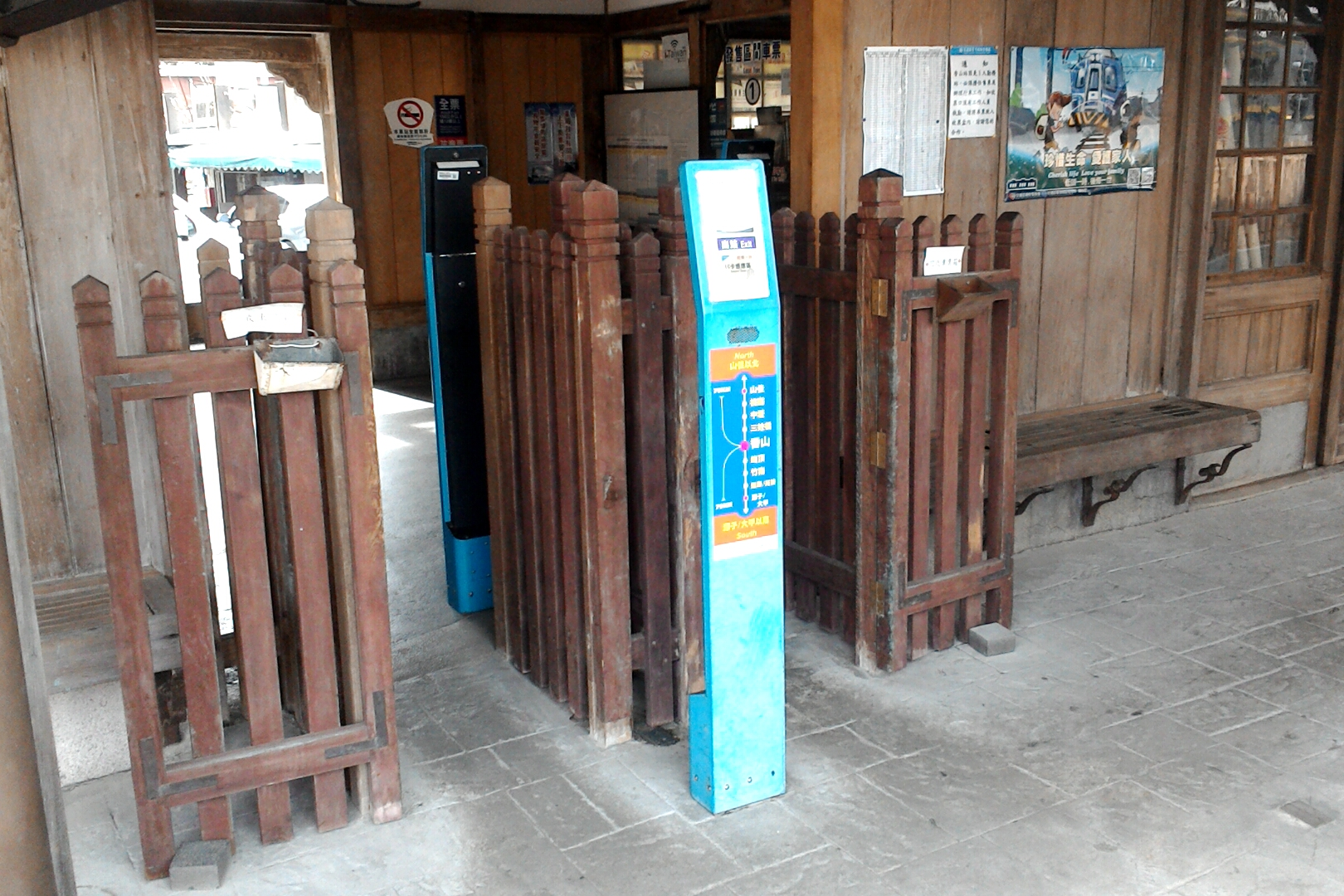
臺灣新竹市香山區香山車站剪票口

閘門最早的用途和牧場上的樓梯式圍籬（stile）相同，僅能讓人類穿越，防止羊群或其他牲畜通過。第一個以現代方式運用閘門的人是克雷倫斯‧桑德斯（Clarence Saunders），他將閘門設置在自己開設的超級市場入口處。
大部分的閘門使用棘輪機構來限制為單向旋轉。閘機通常用來分隔入閘區域和非入閘區域；欲進入閘門者須投入硬幣、代幣，或是出示、插入票券、電子通行證。
近年来安装在口岸出入境大堂里自助出入境檢查系統亦都使用类似于闸机的设计。唯出入境闸机设有两道活板，出入境手续在两道活板之间的区域完成。
許多閘門也有計算經過人數的功能，包括不需付費即可通過的閘門。這樣的計數功能在遊樂園被廣泛應用，可以計算搭乘各項遊樂設施的人數。第一個使用驗票閘門的體育館是蘇格蘭格拉斯哥的咸普頓公園球場（Hampden Park）。在英國的許多公共廁所前也設置了閘門，需要付費才能使用。

## 形式

### 全高转闸
全高轉閘類似於旋轉門，但大多數僅限單向通行。

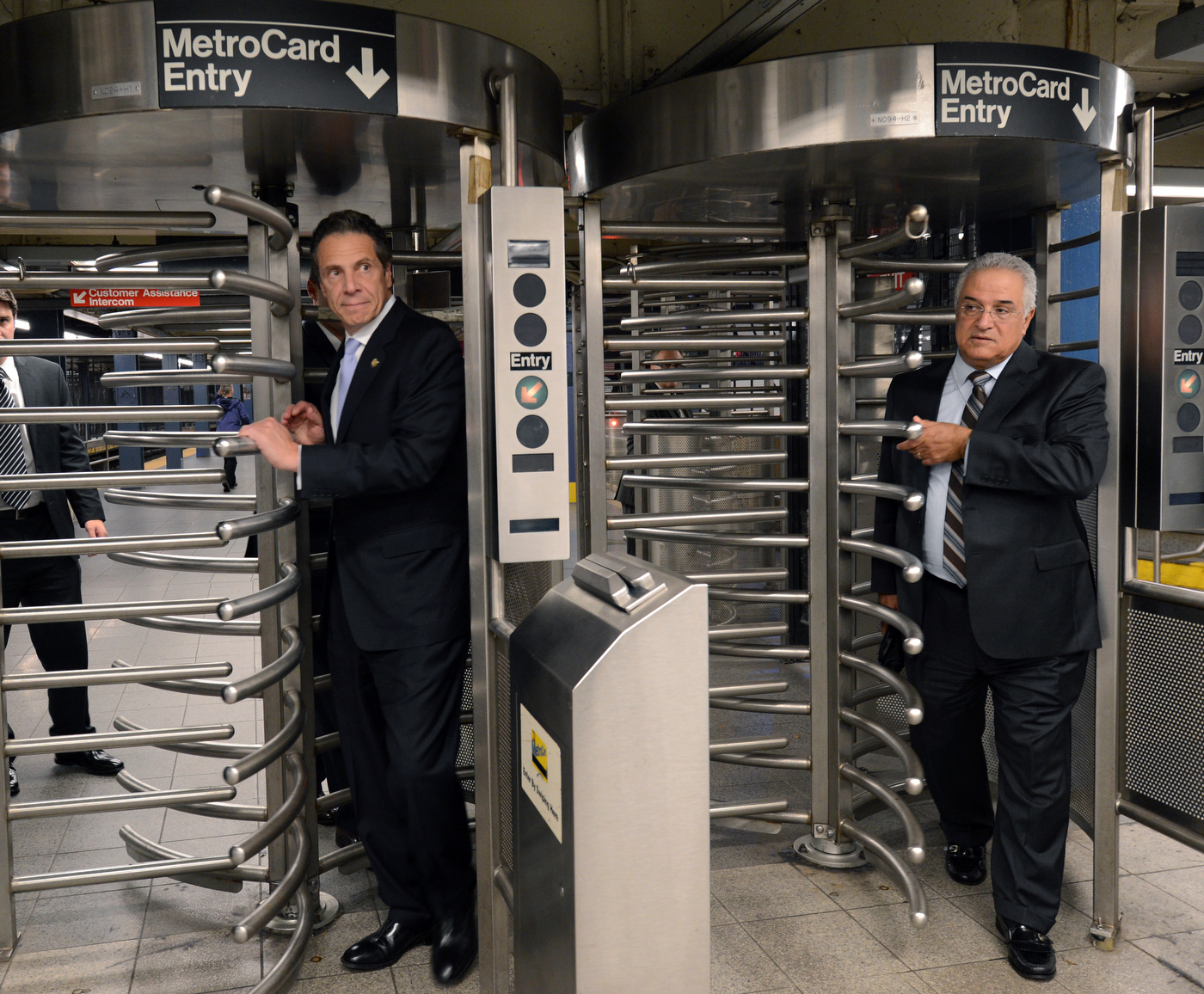
纽约州长科莫与大都會運輸署主席普伦德加斯特在紐約地鐵錢伯斯街-世界貿易中心／公園廣場／科特蘭街車站通过全高转闸进入站台

此類閘門在城市軌道交通領域主要用於芝加哥軌道交通和紐約地鐵，軌道交通以外的應用領域則包括體育場館、工廠等。

### 三棍式閘機

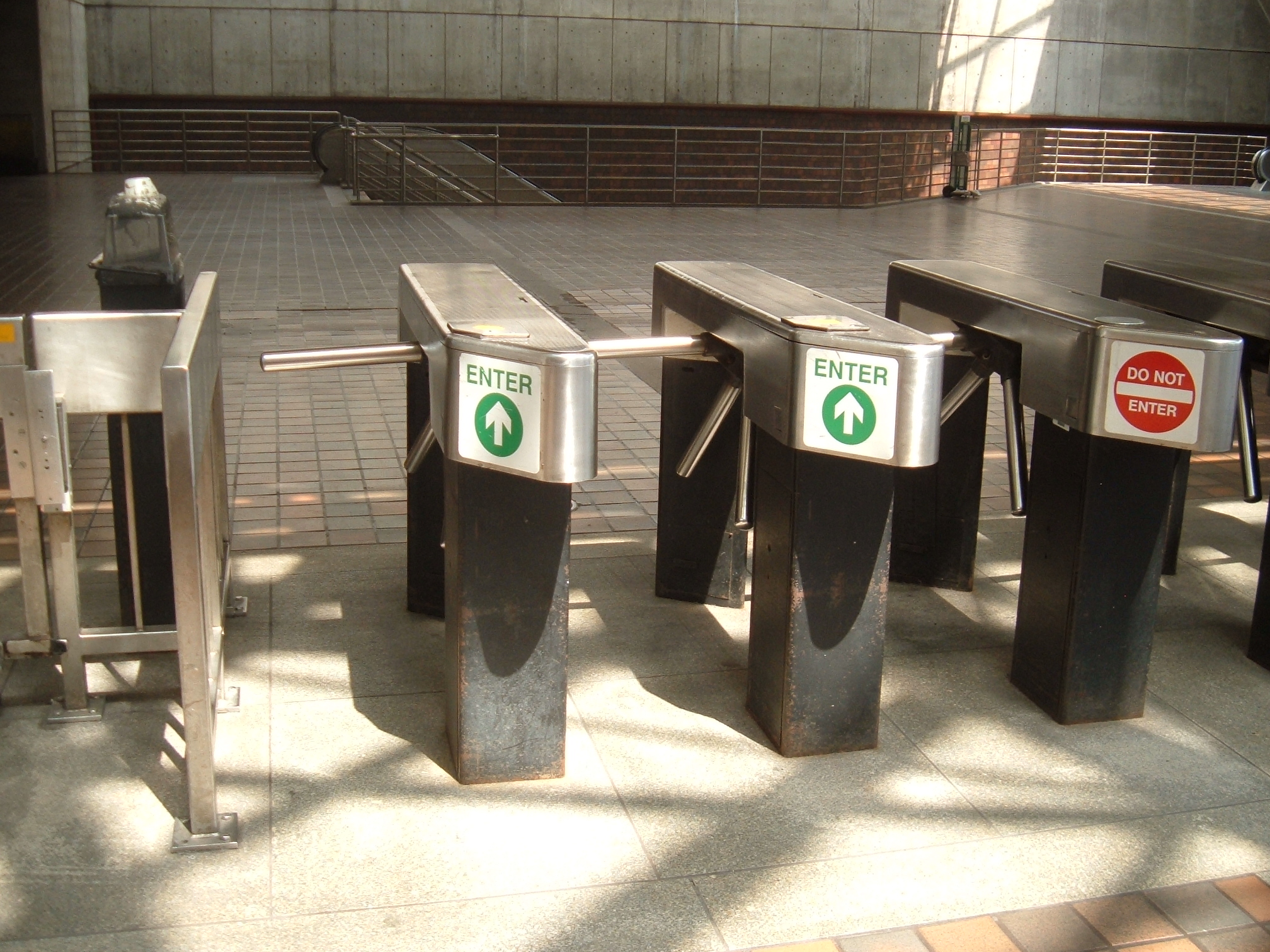
三棍式閘機，位於美國麻州剑桥

三棍式閘機是以三根成縱向擴散狀排列、可旋轉的柱子管制進出的閘門。通常使用僅能單向旋轉的棘輪作為轉動齒輪，以限制進出方向。旅客付費後須自行向前推進旋轉柱，若無付費旋轉柱的齒輪會鎖定，因此無法通行。這是最常見的閘門形式，結構簡單，但出入速度較慢，且若旅客攜帶大型行李時則出入不便，因此現在許多旅客量較大的運輸系統改採用活板閘機。
上海地铁部分车站、港鐵的觀塘綫、荃灣綫、港島綫、東涌綫和東鐵綫的大部分車站及台北捷運所屬的貓空纜車之車站都採用三棍閘機。
由於其收費模式，某些交通工具會直接在其車輛，而非月台裝置閘機，如香港電車。

### 活板閘機

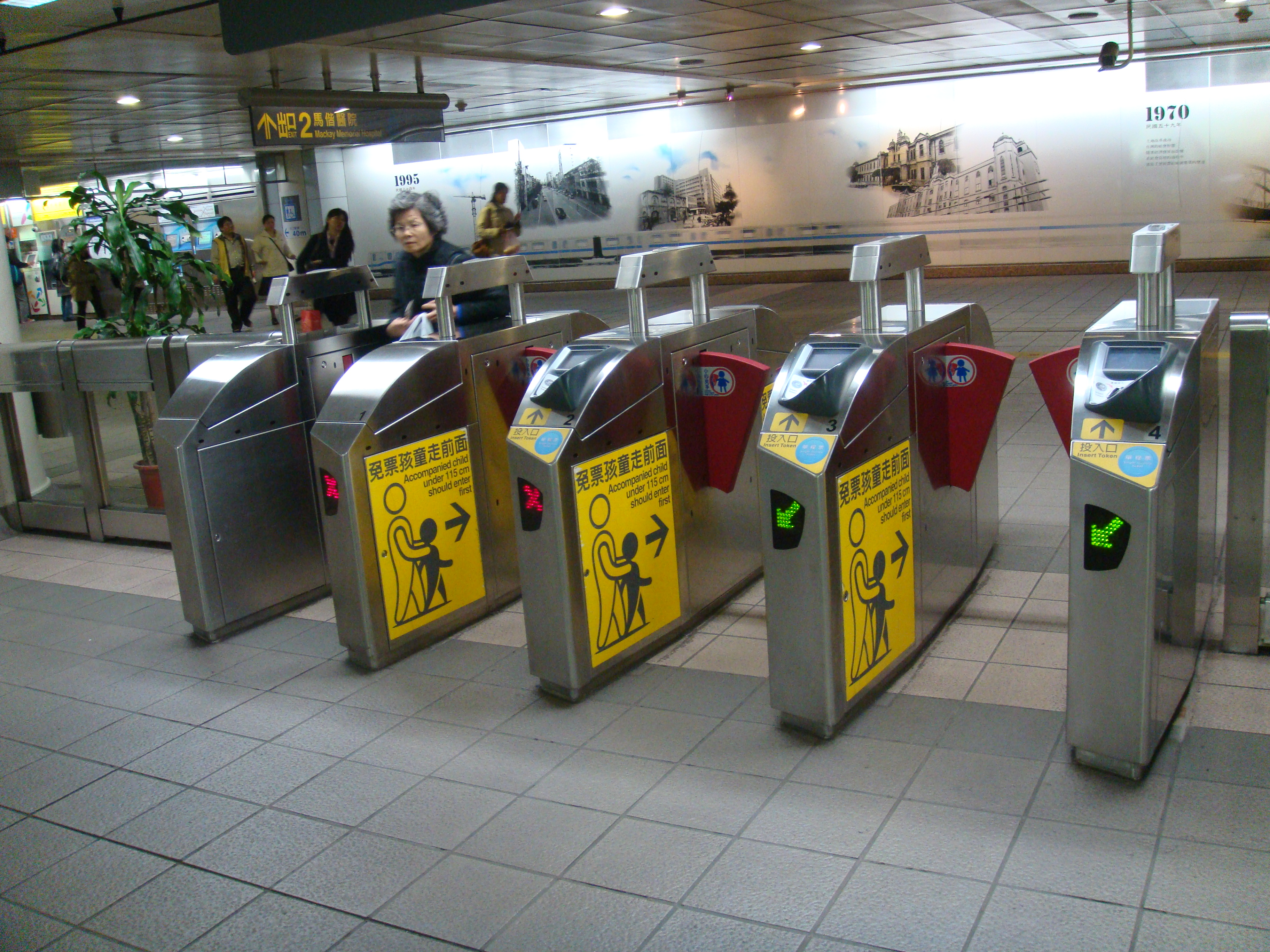
台北捷運雙連站內的伸縮式活板閘機

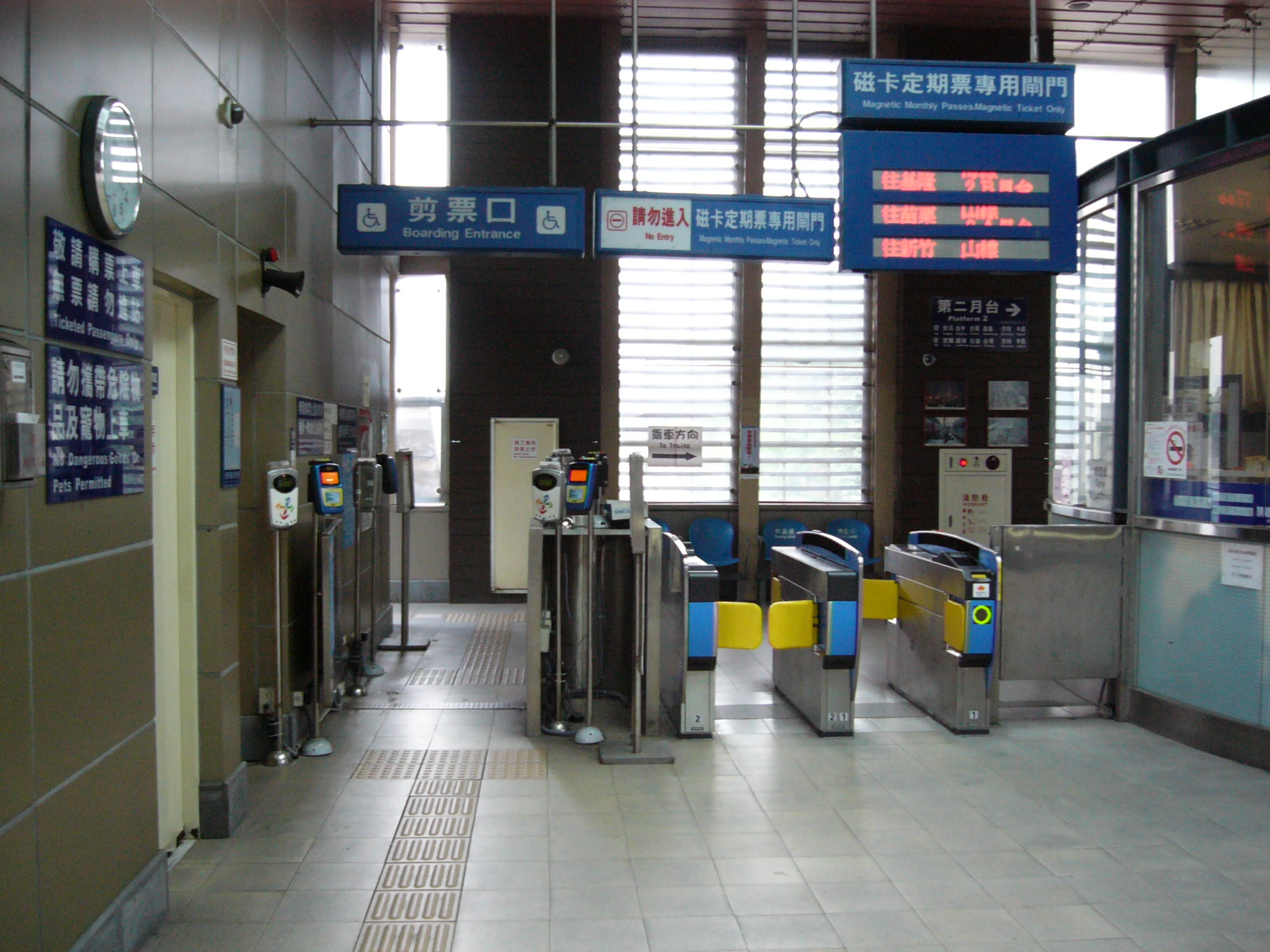
臺灣鐵路管理局百福車站的剪票口與Omron雙開擺動門檔式閘門

又称作门式闸机，为使用門片作為管制進出的閘機。活板閘機設有紅外線感應裝置，平常尖峰人數較多時可維持開放的狀態，以利大量旅客通行，且減少活板反覆開闔的損耗，增加使用壽命；而一旦票券發生錯誤，或有人要強行通過時，閘門會快速關閉以防逃票。活板閘機會設有防夾裝置，若有行李或旅客被閘門卡住、夾住，會自動退讓，避免意外受傷。
目前日本大部分的鐵路車站、台灣的台鐵、高鐵、台北捷運、桃園捷運、台中捷運和高雄捷運均是採用活板閘機。香港港鐵的將軍澳綫、屯馬綫、迪士尼綫和南港岛线也是採用活板閘機，其他線路的車站則有部份使用。成都地铁1号线、2号线及成都市二环路快速公交均采用活板閘機。另外深圳地鐵和澳門輕軌在規劃時即採用了此類閘門。

#### 種類
依门片运动方式，活板閘機可分为開合式活板閘機（摆闸）和伸縮式活板閘機（翼闸）两种。一般而言，由於開合式活板閘機進站端與出站端各設有一閘門，且允許人員在機器驗票同時進站（若發現票卡異常，立即關起出站端門扇），因此被視為進出站效率較快，箱體寬度也較轉臂式、伸縮式來的小，因此受到日本大量採用。而台灣的台鐵、英國的倫敦地鐵也是採用開合式活板閘機；相對伸縮式活板閘機，必需等待票卡感應完畢，才允許人員穿越閘門，而伸縮式活板閘機由於流線型的外觀較為討喜，也因此受到亞洲地區大多數國家的採用，台灣的高鐵、台北捷運、桃園捷運和高雄捷運以及新加坡地鐵、法國巴黎地鐵均是採用活板閘機。
亦有不少國家和地区的鐵路系統將兩種模式混合採用，例如港鐵。

### 不設閘機
部分歐洲國家（如法國、德國、奧地利、比利時等）和少數其他地區（如韓國鐵道公社非通勤路線、香港輕鐵、香港機場快線機場站、東鐵綫頭等車廂、高雄輕軌、台鐵招呼站、廣州有軌電車、杜拜電車等）在鐵路車站完全不設任何驗票閘門，完全依賴乘客的自律收費，即信用乘車方式。不過由於逃票和恐怖主義問題日趨嚴重，過去一些不安裝驗票閘門的鐵路系統開始安裝，例如阿姆斯特丹地鐵和荷蘭各大火車站等。